# Александрова, Зинаида (шашистка)
Зинаида З. Александрова (урождённая Белкина; род. 1953) — белорусская советская и  израильская шашистка (русские шашки и международные шашки), бронзовый призёр чемпионатов СССР 1976 и 1984 годов, пятикратная чемпионка Белоруссии по русским шашкам (1976, 1977, 1983, 1984, 1990). Чемпионка Израиля по русским шашкам (2000), чемпионка Израиля по международным шашкам (2006, 2010, 2012, 2014, 2015). Серебряный призёр чемпионата мира по русским шашкам (по версии МАРШ). Мастер спорта СССР (1977). Выступала за спортивное общество «Красное знамя» Гомель. Репатриировалась в Израиль, проживает в Цфате.

## Спортивные достижения
Участница чемпионатов мира по русским шашкам 2007 (11 место), 2009 (17 место), 2013 (15 место), 2015 (16 место), 2017 (26 место), 2019 (15 место), 2022 (16 место), чемпионата мира по международным шашкам 1991 (12 место), чемпионатов Европы по русским шашкам 2012 (13 место), 2016 (15 место), 2018 (12 место), 2021 (8 место), чемпионатов Европы по международным шашкам 2008 (41 место). Мастер ФМЖД.